# Lisa Håkansson-Taube
Karin Elisabeth "Lisa" Håkansson-Taube, född Håkansson 6 januari 1880 i Hovförsamlingen i Stockholm, död 4 februari 1964 på Höstsol i Täby, var en svensk skådespelare. 
Lisa Håkansson debuterade 1898 vid Håkansson-Svennbergturnén som Greta i Ernst Didrings Stigare-Mats. De närmaste två åren var hon knuten till Svenska teatern, Stockholm men övergick 1901 till Svenska Teatern i Helsingfors där hon, med avbrott för engagemang vid Håkansson-Svennbergturnén 1902–1903, vid Stora Teatern, Göteborg 1904–1905 och hos sin mor 1905–1906 samt vid Albert Ranfts scener 1906–1907 och 1909–1910 var verksam till 1913. Sin stora dramatiska begåvning visade hon när hon vid Helsingforsscenen fick framföra krävande roller som Hauptmanns Rose Bernd, Strindbergs Svanevit, Nora i Ett dockhem, Marguerite Gauthier i Kameliadamen, Abigael i Ambrosius, Katinka Marslof i Uppståndelse och Rautendelein i Den sjunkna klockan.
Hon var dotter till operasångaren Hjalmar Håkansson och skådespelaren Julia Håkansson, född Stenius, och gifte sig 1909 med banktjänstemannen Arthur Taube. Hon är begravd på Norra begravningsplatsen utanför Stockholm.

## Filmografi
- 1914 – Skottet
- 1917 – Sin egen slav

## Teater

### Roller (ej komplett)
| År   | Roll    | Produktion                                   | Regi            | Teater                     |
| ---- | ------- | -------------------------------------------- | --------------- | -------------------------- |
| 1899 | Kajsa   | Stor-Klas och Lill-Klas Gustaf af Geijerstam | Harald Molander | Svenska teatern, Stockholm |
| 1899 |         | Stora syster Jules Lemaître                  |                 | Svenska teatern, Stockholm |
| 1900 | Beatrix | Folkungasagan August Strindberg              |                 | Svenska teatern, Stockholm |
| 1900 |         | Provkandidaten Max Dreyer                    |                 | Svenska teatern, Stockholm |
| 1906 |         | Småborgare Maksim Gorkij                     |                 | Svenska teatern, Stockholm |

## Bilder

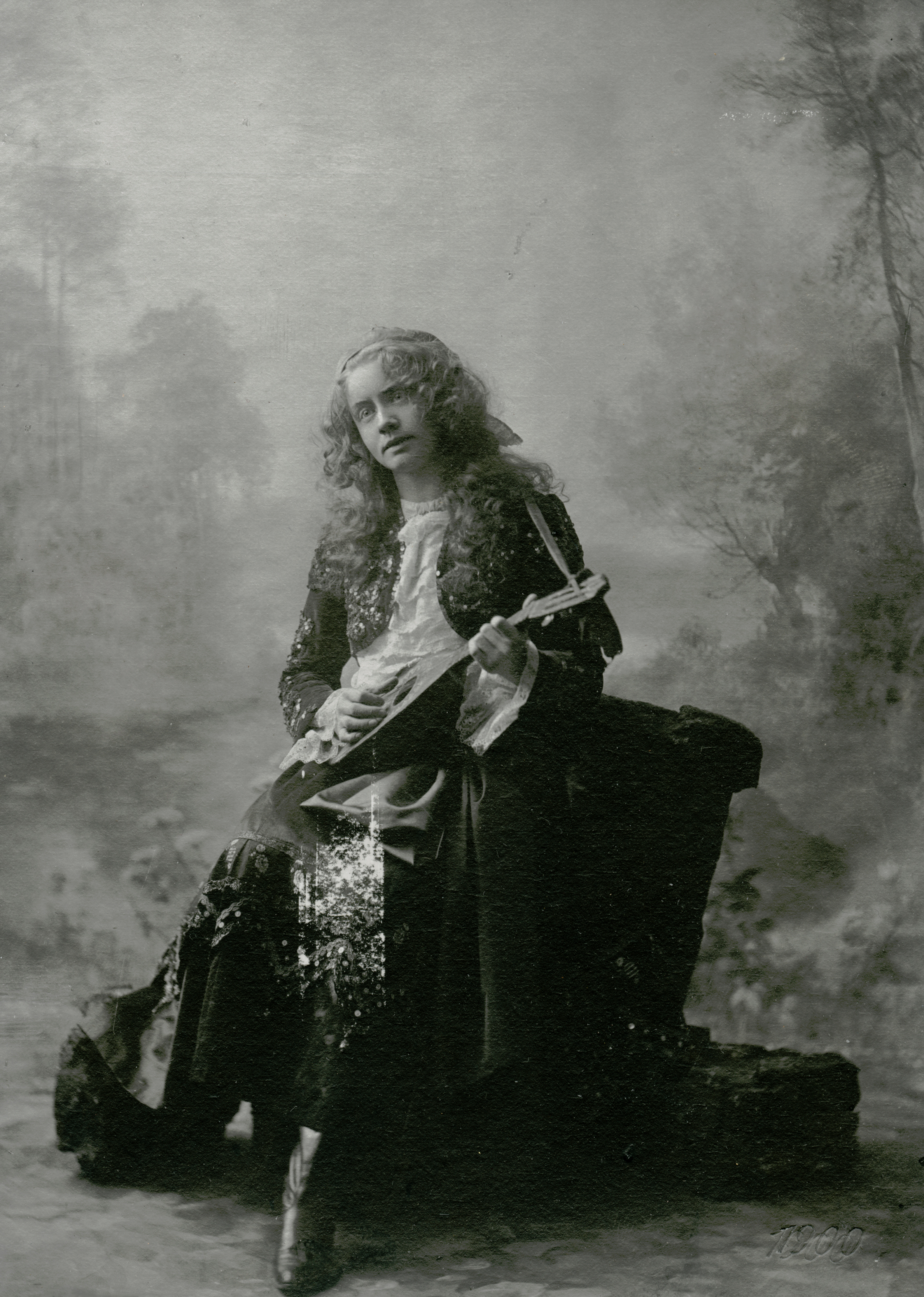
Lisa Håkansson i Preciosa 1900.
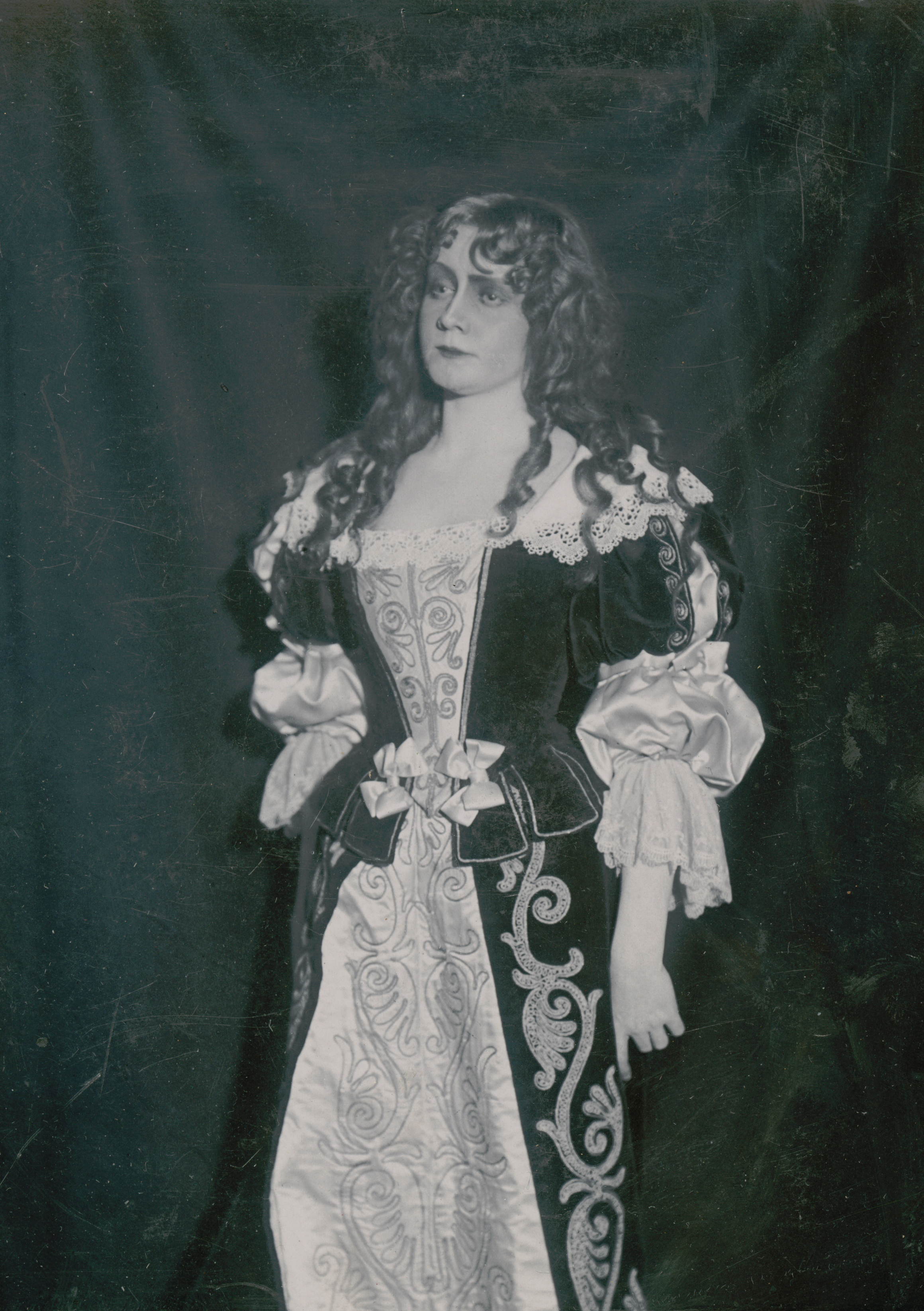
Lisa Håkansson som Constance Bonacieux i De tre musketörerna, Svenska teatern 1900.
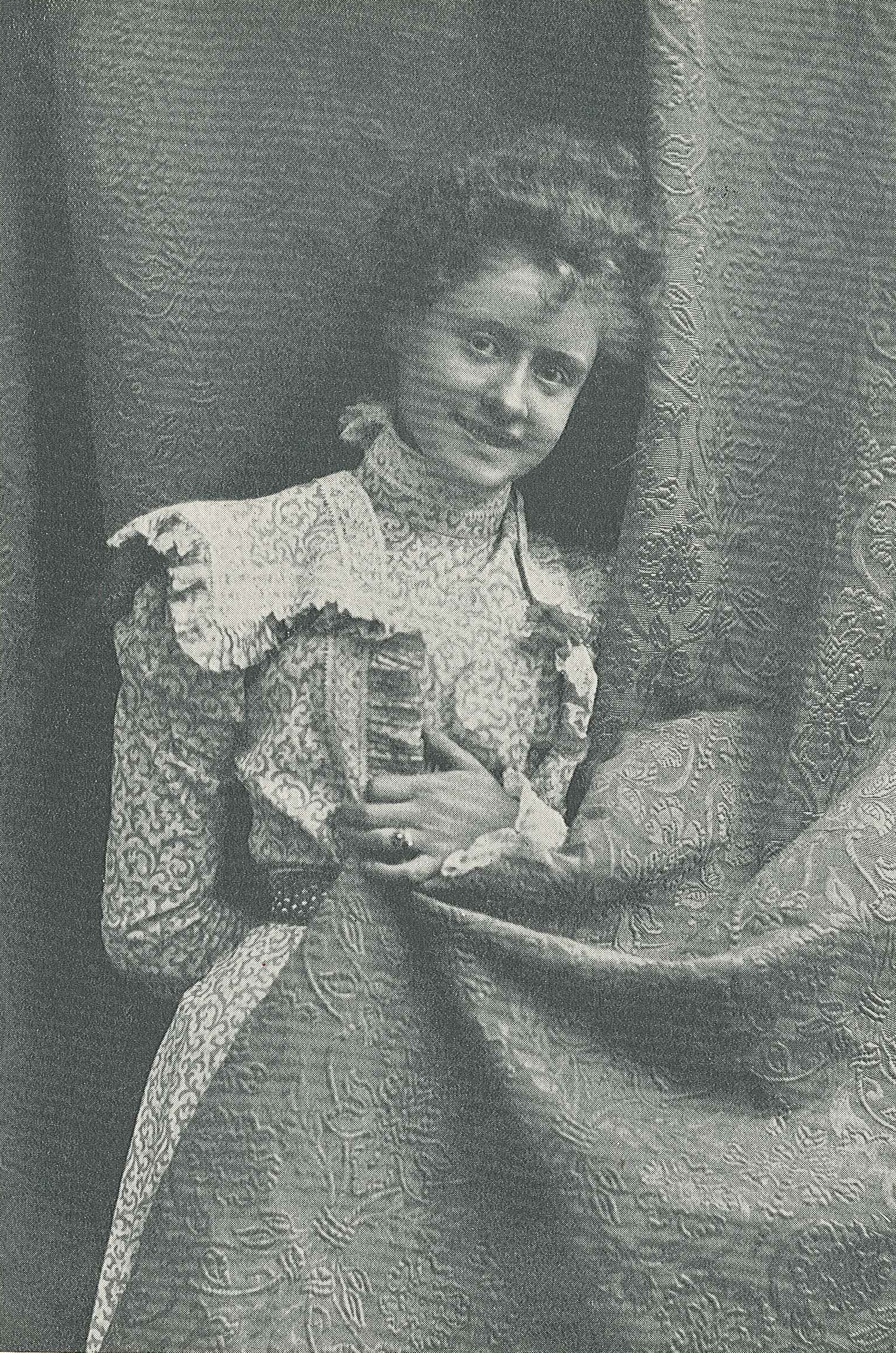
Lisa Håkansson-Taube i början av 1900-talet.